# Depden
Depden is een civil parish in het bestuurlijke gebied St. Edmundsbury, in het Engelse graafschap Suffolk met 200 inwoners.

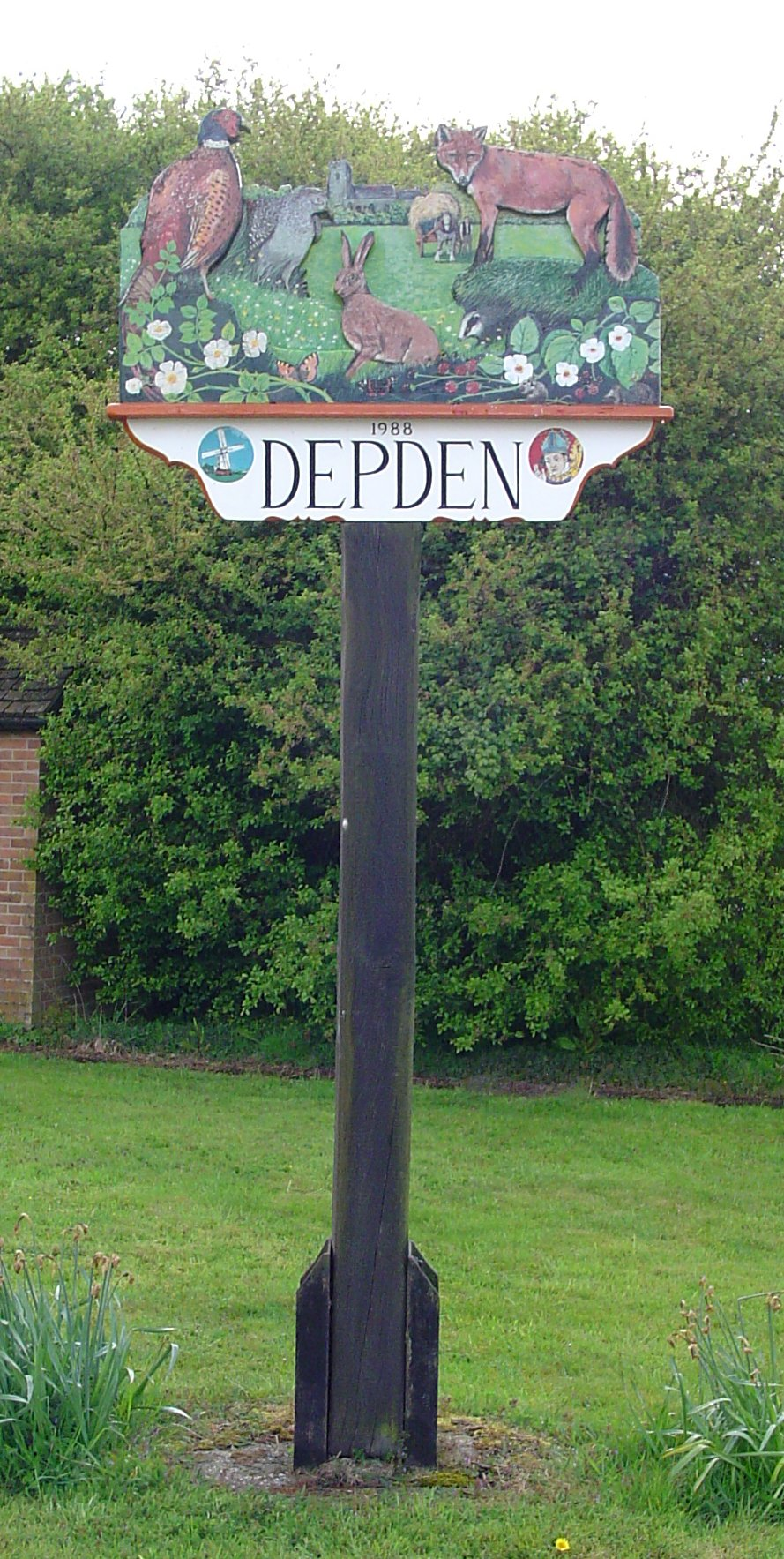
Depden